# Labetalol
El labetalol es un alfa y betabloqueador mixto, usado para el tratamiento de la hipertensión arterial.

## Química
El labetalol posee estereoisomeros. Es una mezcla racémica de cuatro isómeros. Dos de estos isómeros, las formas (S,S) y (R,S) son inactivos. El tercer isómero, (S,R) es un potente bloqueador del receptor α1. El cuarto isómero, el (R,R), es un β bloqueador no selectivo mixto y un antagonista selectivo del receptor Receptor adrenérgico alfa 1
Este medicamento causa el bloqueo de los receptores adrenérgicos, lo que disminuye la resistencia vascular periférica, con una alteración marcada de la frecuencia cardiaca o la fracción de eyección. La relación β:α como antagonistas es de aproximadamente 3:1.

## Indicación
Para el tratamiento de la hipertensión inducida por el embarazo la cual con frecuencia está asociada a la aparición de preeclampsia.
También está indicado en para tratar la hipertensión crónica, del feocromocitoma y las crisis hipertensivas.

## Administración
El labetalol está disponible en tabletas de 100, 200 y 300 mg y solución intravenoso de 5 mg/ml.  En adultos la dosis de inicio es de 100 mg dos veces al día, con un máximo de 2,4 g/día.  En casos de emergencia puede ser más alto. Las dosis intravenosas de inician con 20 mg durante 2 minutos, las dosis adicionales de 40 mg y luego de 80 mg puede administrarse cada diez minutos, según sea necesario. Dosis adicionales de 80 mg pueden administrarse hasta un maxímo de 300 mg. Adicionalmente labetalol puede ser administrado por infusión intravenoso de 2 mg/minuto, hasta una dosis máxima de 300 mg.

## Efectos adversos
Entre los efectos adverso se encuentran:
- Somnolencia
- Fatiga
- Debilidad
- Insomnio
- Disfunción sexual
- Hormigueo del cuero cabelludo que cede al poco tiempo .
- Erupción medicamentosa similar al liquen plano[6]
- Un efecto raro pero potencialmente letal es el distrés respiratorio.

## Contraindicaciones
El labetalol tiene contraindicación absoluta en pacientes con  asma, y una contraindicación relativa en pacientes con EPOC,  insuficiencia cardíaca congestiva, cualquier tipo de bloqueo cardíaco, bradicardia y en el choque cardiogénico.

## Estereoquímica
El Labetalol contiene dos centros estereogénicos y consta de cuatro estereoisómeros. Esta es una mezcla de (R, R)-,  ( S,R)-,  (R,S)- y la forma (S,S):
| Estereoisómeros de Labetalol | Estereoisómeros de Labetalol |
| ---------------------------- | ---------------------------- |
| CAS-Nummer: 75659-07-3       | CAS-Nummer: 83167-24-2       |
| CAS-Nummer: 83167-32-2       | CAS-Nummer: 83167-31-1       |